# Hooghly
Le Hooghly (en bengali হুগলী (Hugli), autrefois appelé en France Ougly[réf. souhaitée]) est un large cours d'eau d'Inde. Long de quelque 250 kilomètres il constitue la branche occidentale et un défluent du Gange. Il reçoit les eaux du Damodar et du Rupnarayan.

## Géographie
Le Hooghly se forme à Santipur près de la ville de Baharampur, traverse la moitié méridionale de l'État du Bengale-Occidental du nord au sud, passe entre les villes jumelles d'Howrah et de Calcutta et se jette dans le golfe du Bengale près de Namkhana. Ses deux principaux affluents sont le Damodar et le Rupnarayan.
Sa navigabilité est la raison de son choix comme lieu d'implantation de comptoirs coloniaux par les Portugais (à Hooghly-Bandel), puis les Britanniques (à Calcutta), les Français (à Chandernagor), les Belges (à Bankibazar), les Danois (à Serampore) et les Hollandais (à Chinsurah).
Plusieurs ponts franchissent le Hooghly aux environs de Calcutta : le pont de Howrah (qui relie les deux villes jumelles et donne accès à la gare de Howrah), et les « Vidyasagar Setu » (un kilomètre plus au sud) et « Vivekananda Setu » (au niveau de Belur, beaucoup plus au nord).
Le port moderne de conteneurs de Haldia, sur son cours inférieur, gère maintenant la plupart de l'activité maritime commerciale et plus haut sur son cours le port de Calcutta.